# Coelioxys albolineata
Coelioxys albolineata là một loài Hymenoptera trong họ Megachilidae. Loài này được Cockerell mô tả khoa học năm 1905.